# Plešný (Šluknovská pahorkatina)
Plešný (německy Plissenberg) je výrazná kupa o nadmořské výšce 593 m, jehož vrchol se nachází ve Velkém Šenově (část obce Knížecí) v Ústeckém kraji.

## Charakteristika
Plešný se nachází v severní části okresu Děčín na území Velkého Šenova (část obce Knížecí), Starých Křečan (části obce Brtníky a Kopec) a Mikulášovic. Geomorfologicky náleží ke Šluknovské pahorkatině, kde je třetím nejvyšším vrcholem, jejímu okrsku Šenovská pahorkatina a podokrsku Hrazenská pahorkatina. Podloží tvoří převážně střednězrnný lužický granodiorit, vrcholová část je pak složena z nefelinického bazanitu, ve kterém se nachází lherzolity a krystaly olivínu a amfibolu. Na jižním úpatí je zastoupena hrubozrnná a také drobnozrnná brtnická žula, porfyr stejného složení a v jižním svahu je též prokázána žíla doleritu. Na vrcholové skalce je prohlubenina o průměru asi 5 metrů. Převažujícími půdními typy je modální mesobazická a dystrická kambizem, ve vyšších polohách se vyskytuje modální eutrofní a suťový ranker a při vodních tocích oglejená kambizem. Na severním svahu pramení Vilémovský potok, na jižním svahu pramení vedlejší přítoky Černého potoka, který náleží k povodí Křinice. Celý vrch náleží k povodí Labe a úmoří Severního moře. Většinu kopce pokrývá jehličnatý hospodářský les s převahou smrku ztepilého (Picea abies), ve vyšších částech svahů jej pak střídá acidofilní bučina s převahou buku lesního (Fagus sylvatica). Přes Plešný, jižně od vrcholu, prochází modře značená turistická stezka ve směru do Mikulášovic a k Zelenému kříži u Kunratic. Přes Plešný prochází krajská silnice II/265 a také železniční trať Rumburk – Panský – Mikulášovice.

## Sakrální památky
Na západním úpatí stojí barokní trojboká kaple Nejsvětější Trojice z roku 1742, na jižním úpatí na okraji vesnice Kopec pak stojí kaple Panny Marie z roku 1809. Přibližně 300 m západně od vrcholu stojí dřevěný Raimundův kříž, který nechal roku 2000 obnovit státní podnik Lesy České republiky. Na jižním svahu stojí kříž z roku 1854 upomínající na smrt nadlesního Františka Říhy. Další kříž, nazývaný Schneiderův, se nachází na západním svahu při křižovatce cest.

## Galerie

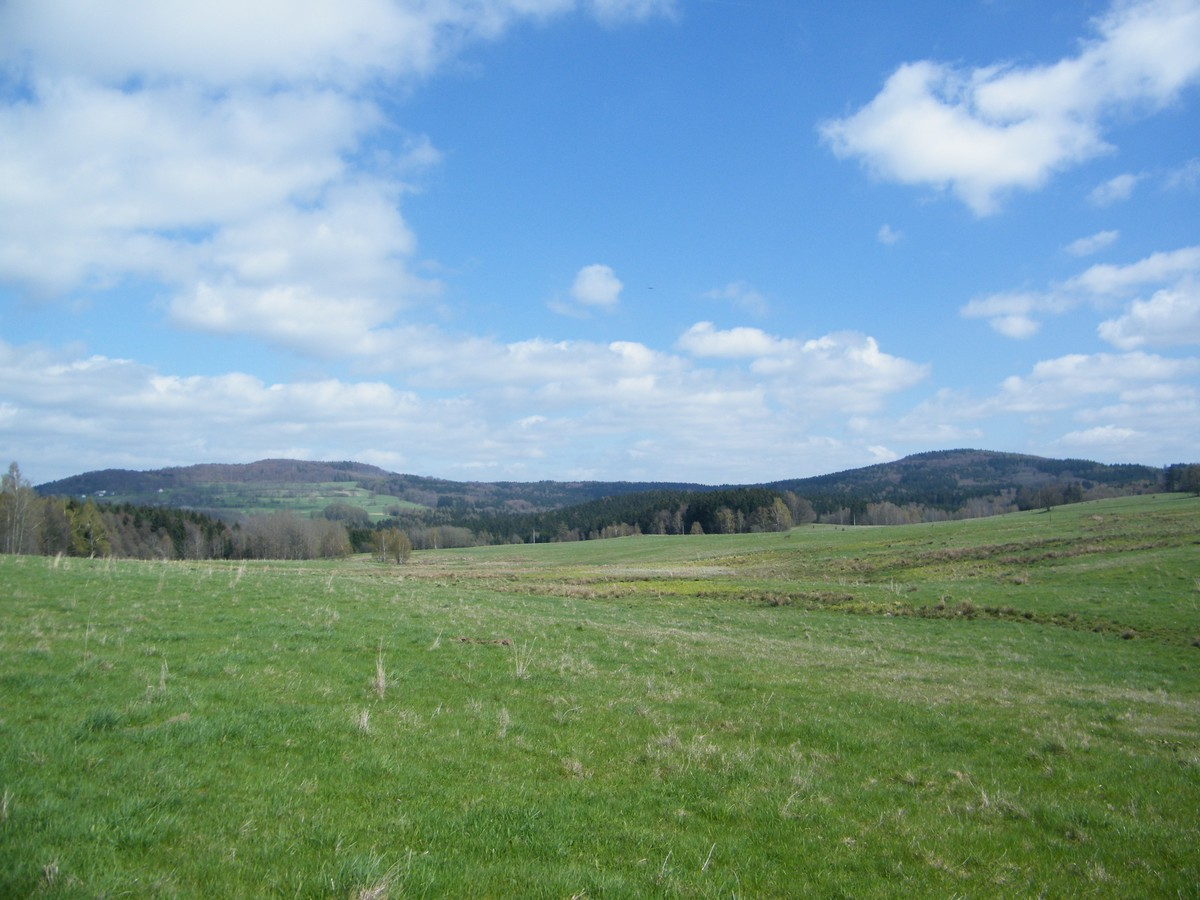
Hrazený a Plešný, pohled od Mikulášovic
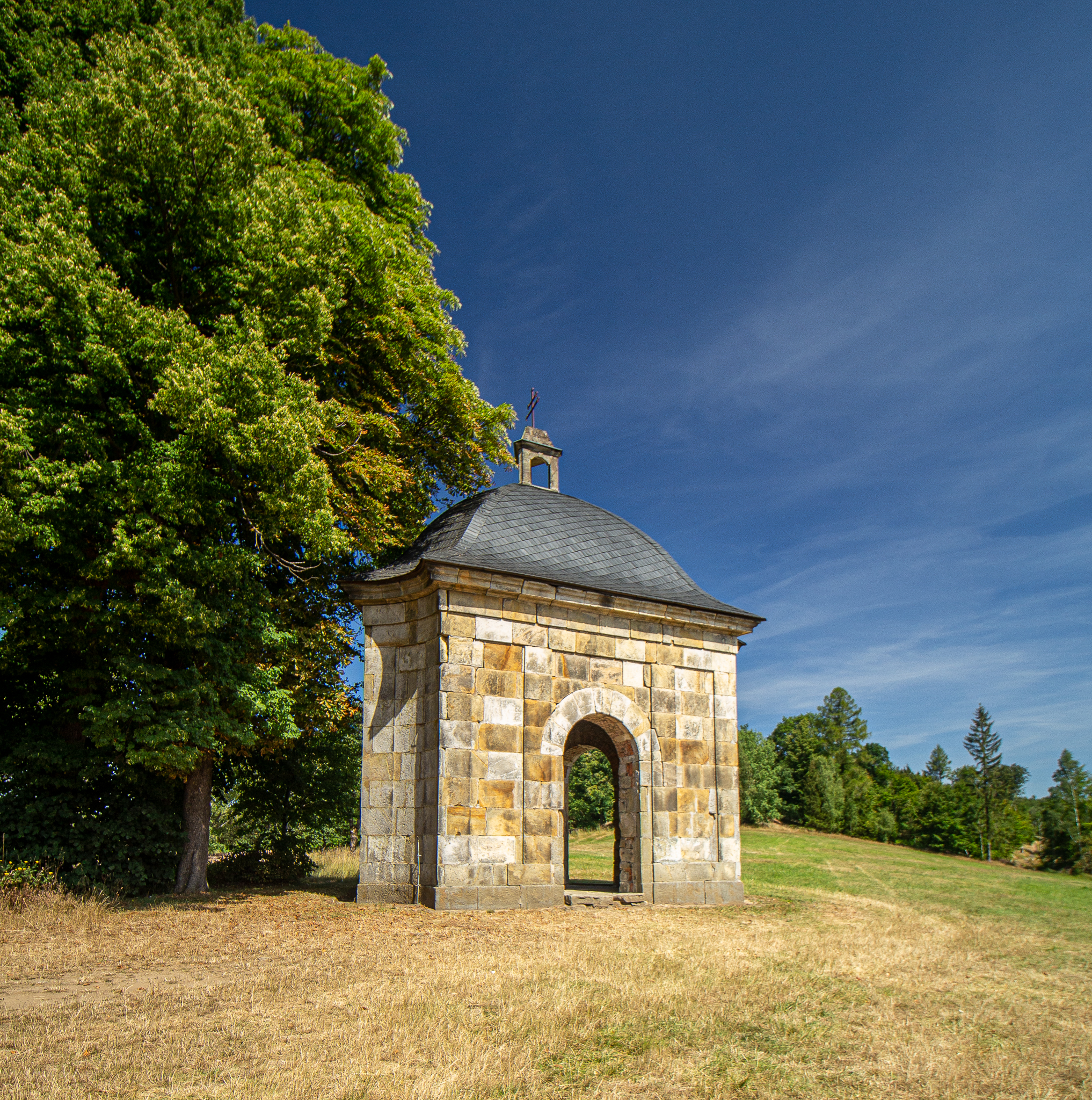
Kaple Nejsvětější Trojice
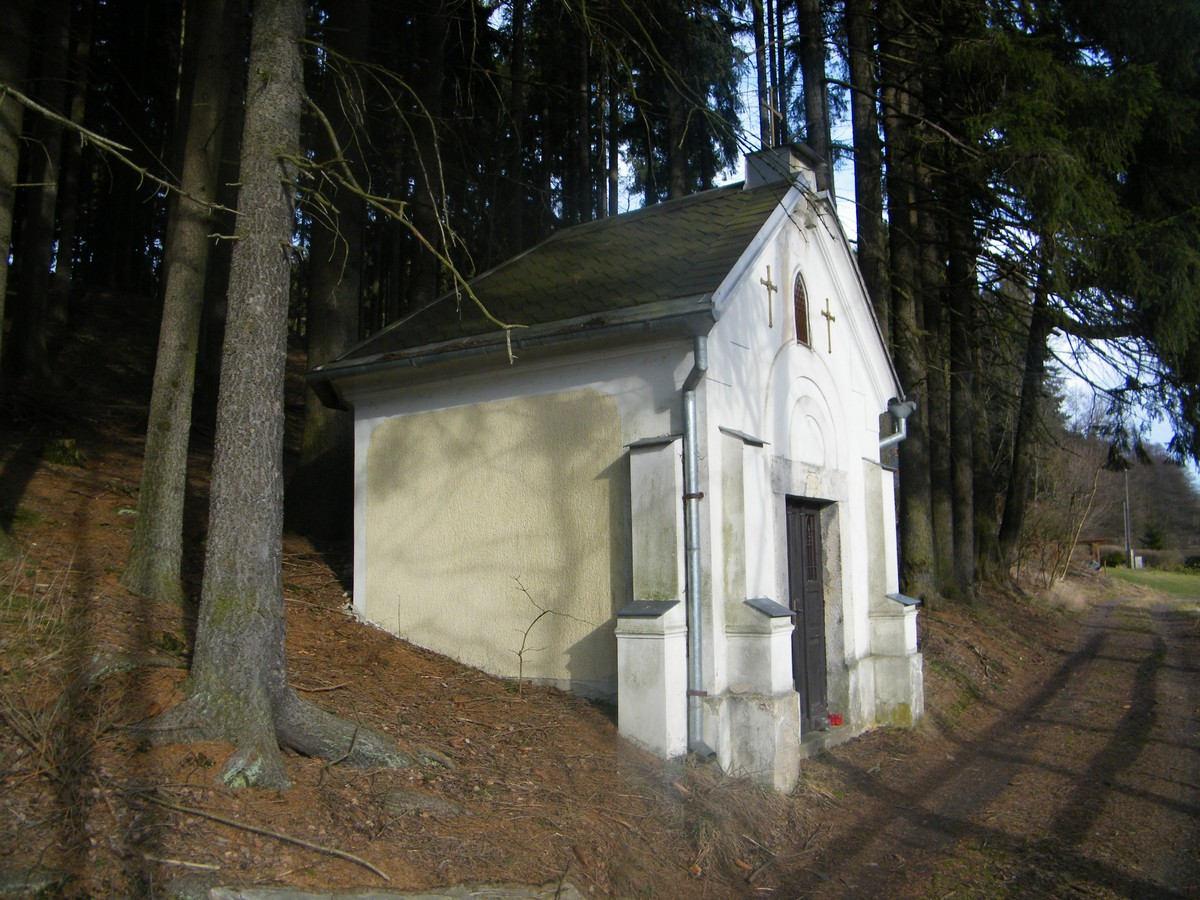
Kaple Panny Marie
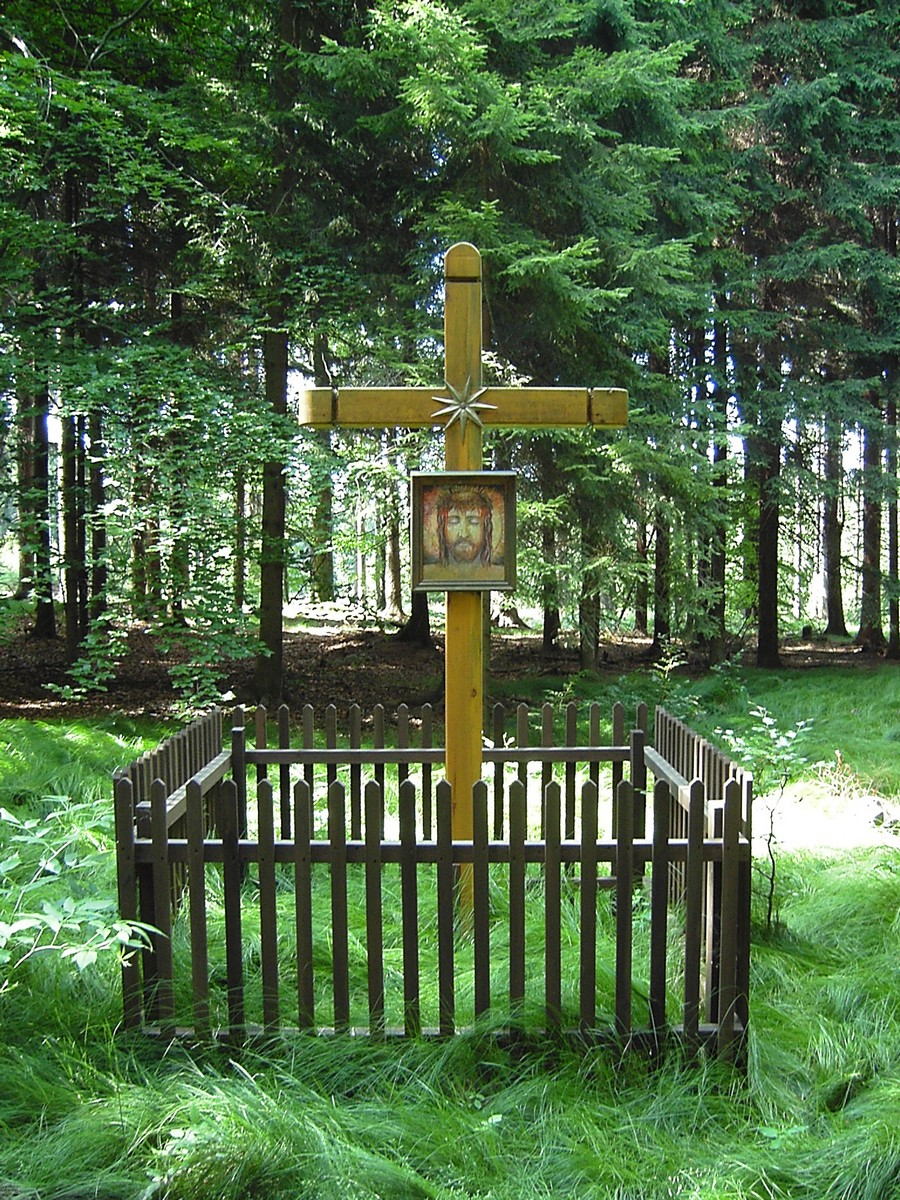
Raimundův kříž nedaleko vrcholu
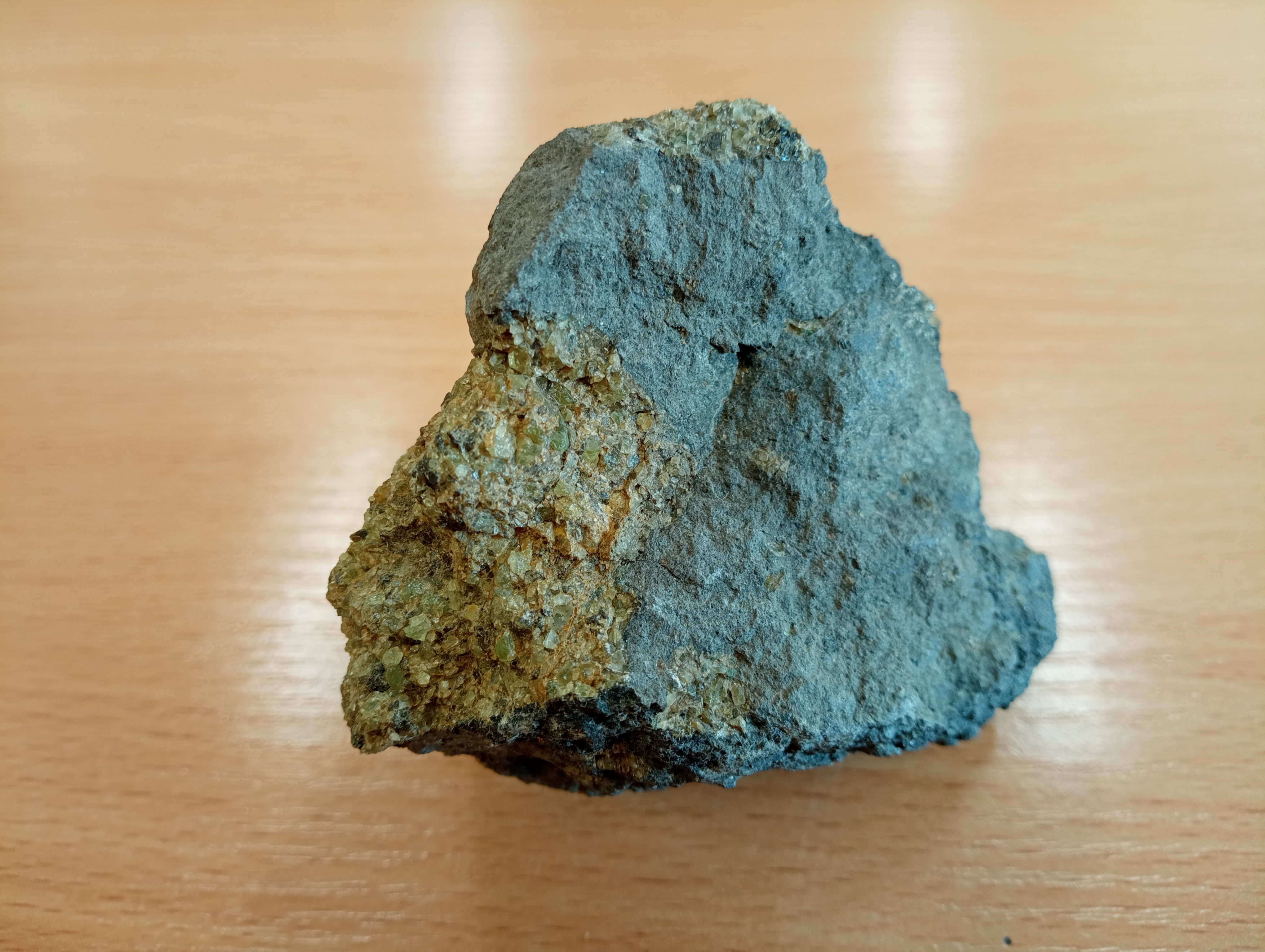
Bazanit s peckou lherzolitu
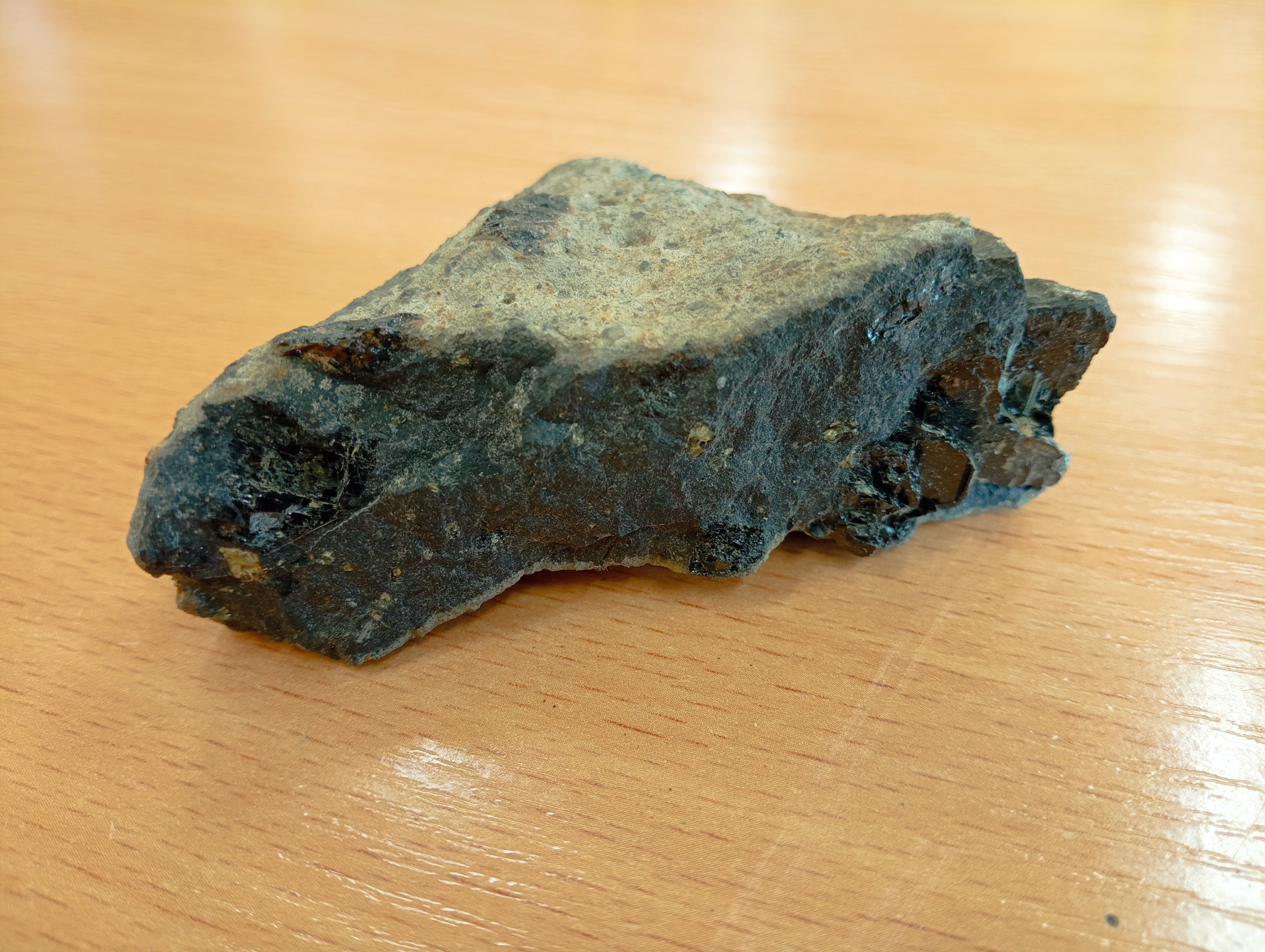
Bazanit s krystaly amfibolu
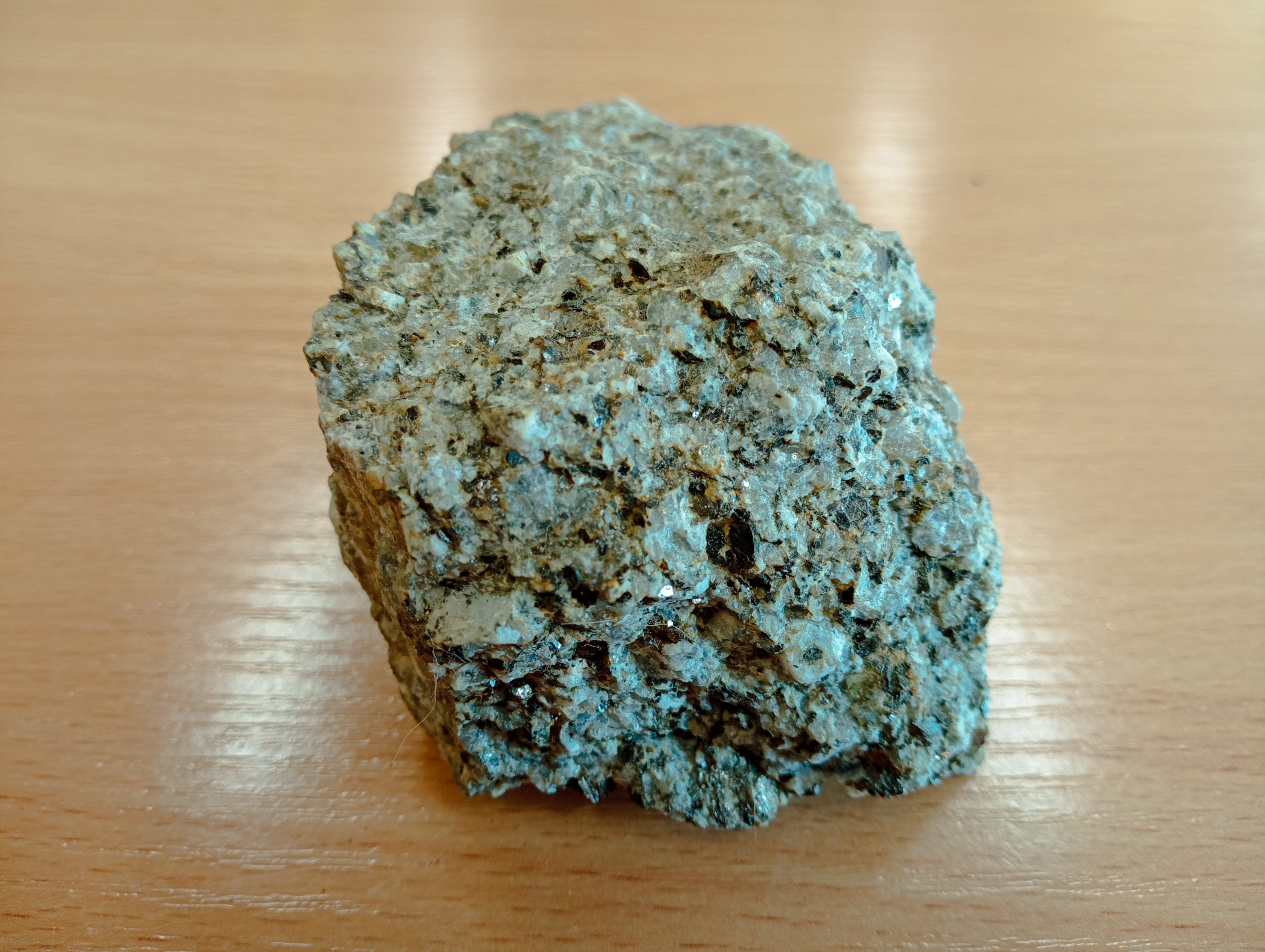
Lužický granodiorit
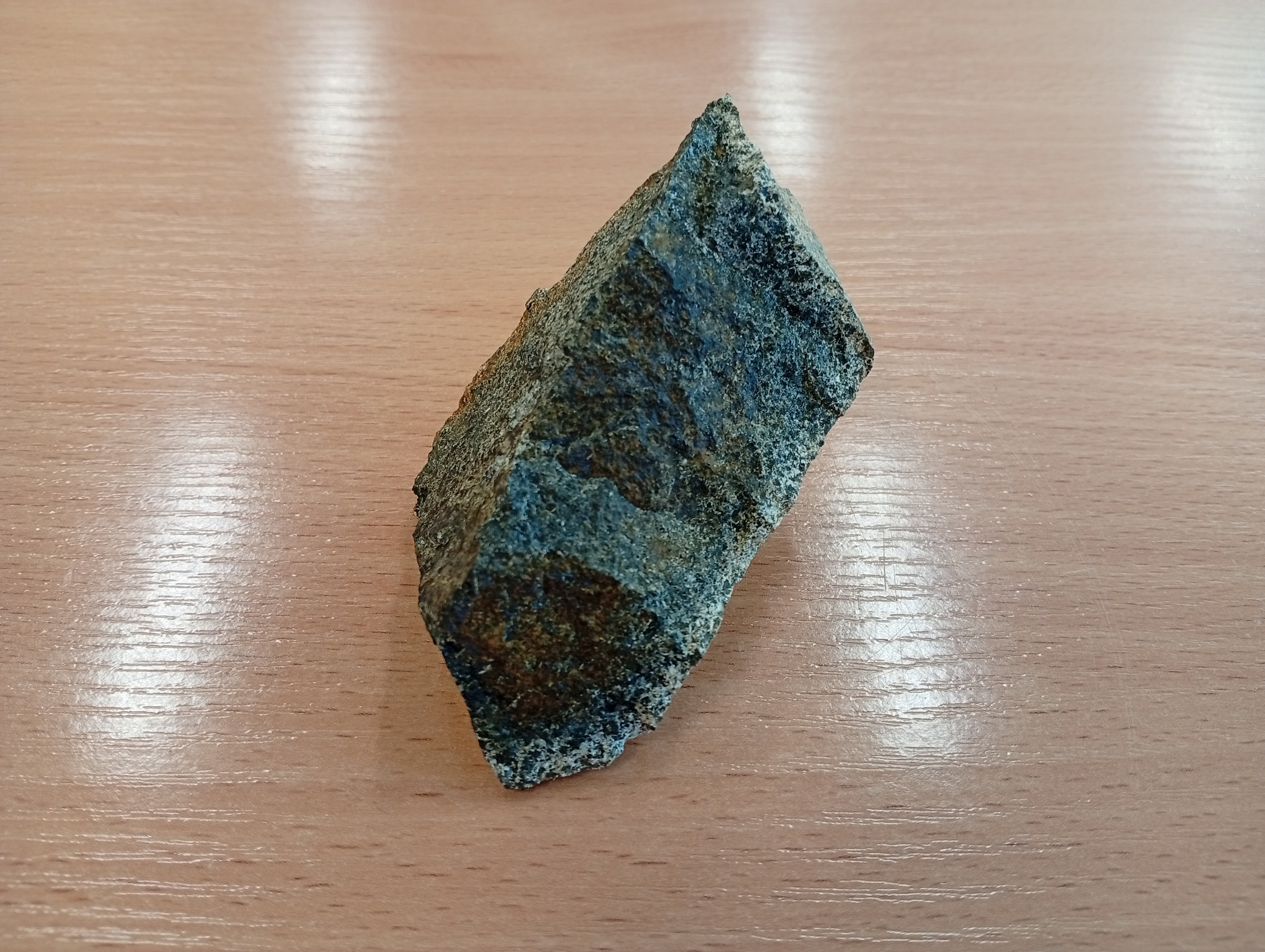
Dolerit
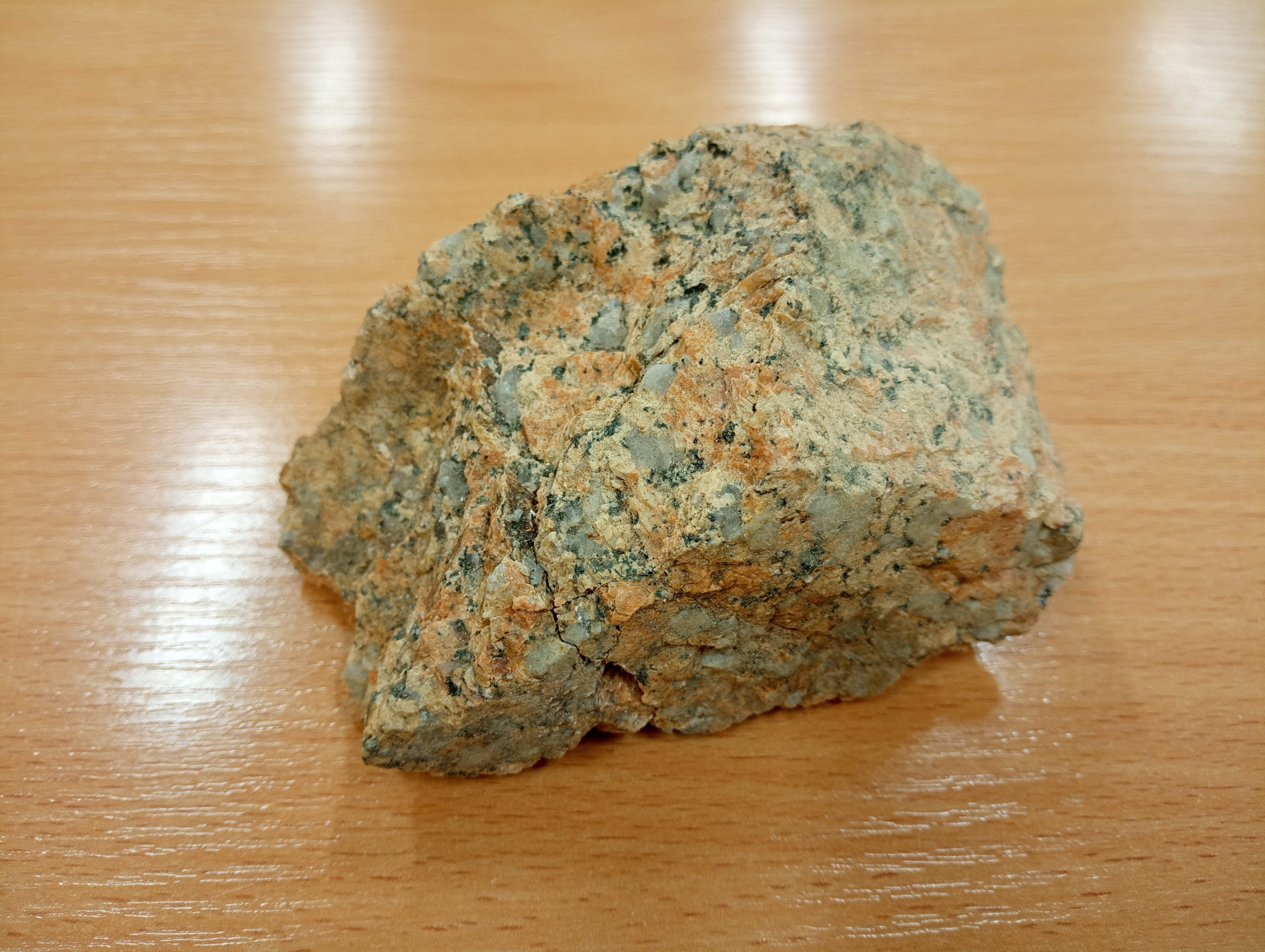
Brtnický žula
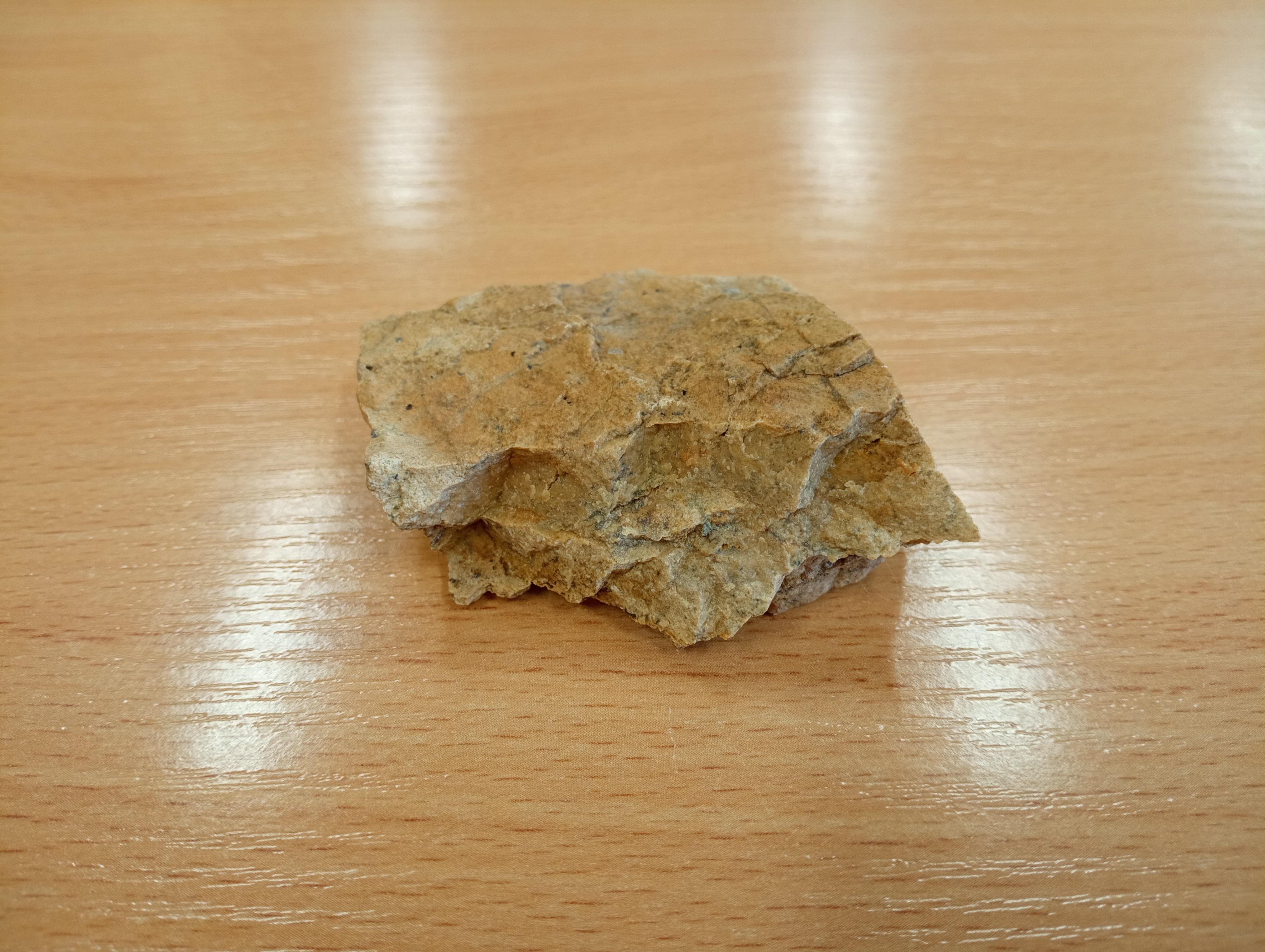
Granitový porfyr
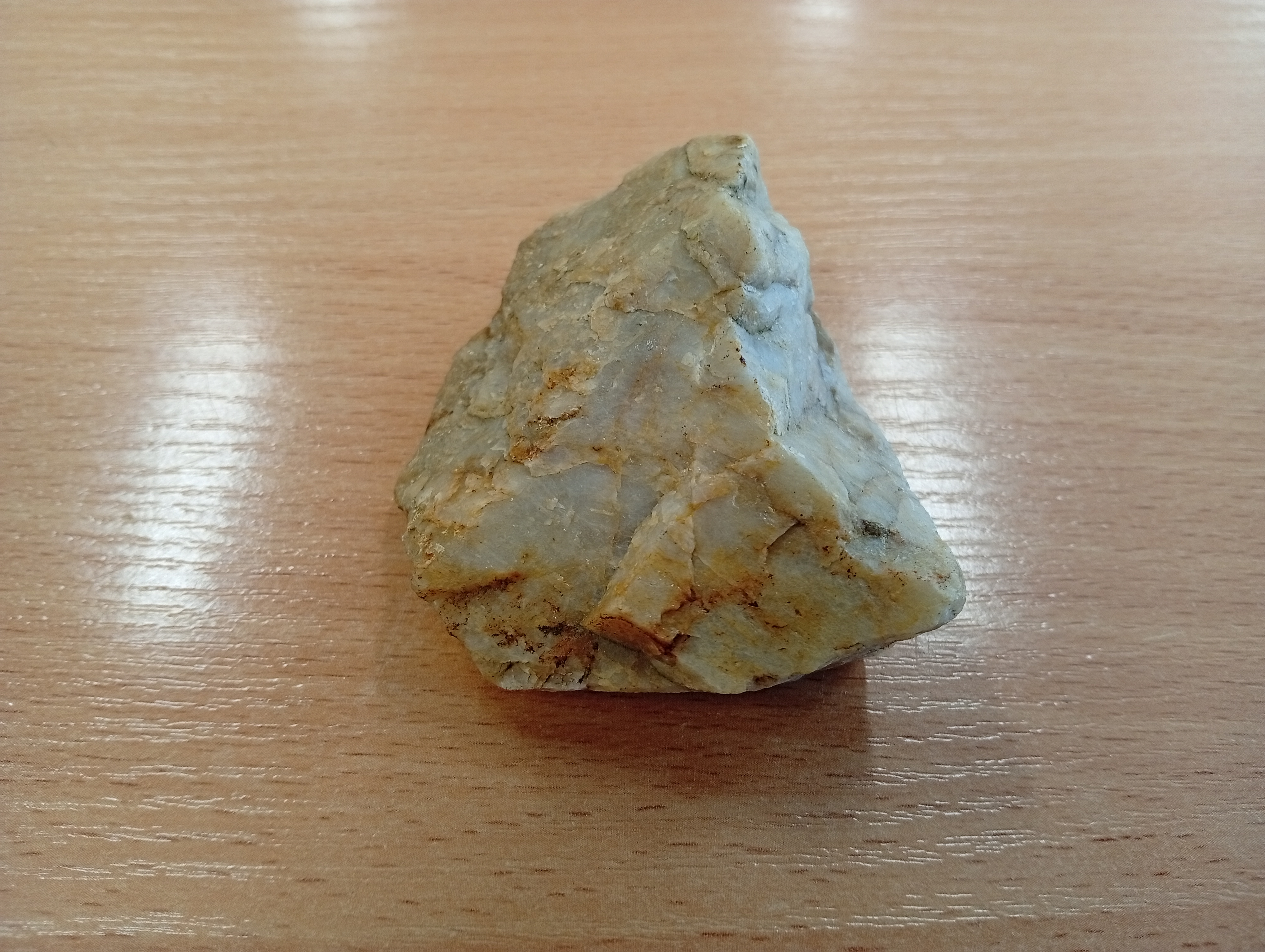
Křemen